# Протесты в Торонто (2011)
Протесты в Торонто — акция протеста в Торонто, Канада. Проходила недалеко от Бэй-стрит в финансовом районе центра Торонто и парке Сент-Джеймс. Протесты начались 15 октября 2011 года с подачи движения «Захват» (англ. Occupy), выступавшего против имущественного неравенства и влияния корпораций на правительство.

## Хронология

### Мировой день протестов
Демонстранты собрались на пересечении улиц Кинг-стрит и Бэй-стрит около 10 часов утра в Мировой день протестов 15 октября 2011 года, а затем двинулись в парк Сент-Джеймс, подчеркнув важность демонстрации и желание быть услышанными как единый голос. По предварительным данным, число протестующих колеблется от 2000 до 3000 участников, включая депутата от партии NDP (Новая Демократическая партия) Пегги Нэш, Джоэла Даффа из Федерации труда Онтарио и президента CUPE (Канадский союз государственных служащих) Онтарио Фреда Хана. По прошествии первых нескольких часов, количество людей упало до нескольких сотен.
Канадский профсоюз почтовых рабочих прошел к перекрестку после обеда и встретился с протестующими. После того, как большая толпа собралась у входа на Бэй-стрит в банк Toronto-Dominion Bank, пять человек вошли в банк, и служба безопасности задержала их, прежде чем вывести из отделения.

### Парк Сент-Джеймс
Спустя две недели после начала протеста участники по-прежнему незаконно присутствовали в парке Сент-Джеймс. Был запланировали марш на Бэй-стрит на 13:00 27 октября. Во время марша, после того как протестующие вызвали подкрепление в виде 10 трамваев, движущихся на запад, и шести трамваев в восточном направлении, полиция оттеснила сотни почтовых работников и других протестующих от перекрестка улиц Кинг и Бэй.
В рамках подготовки к неопределенной продолжительности пребывания в палатках для представителей СМИ была установлена солнечная панель для подачи электроэнергии, а «Комитет по приближению зимы» составлял план по защите лагеря от холодов.
Через несколько часов после очередной акции протеста 2 ноября СМИ сообщили о развитии текущей ситуации: «Они все ещё сидят на корточках в этом парке против закона», — сказал Патрик МакМюррей, владеющий рестораном через дорогу от парка. -Он говорит, что теряет бизнес, потому что клиенты боятся приходить в центр. В ответ на свои опасения МакМюррей получил на этой неделе электронное письмо от [Роба] Форда, в котором говорилось: «Когда будет определено, что у нас больше не мирный протест, а, скорее, захват парка, мы рассмотрим варианты удаления лиц, разбивших лагерь в парке».
9 ноября мэр города Форд сказал, что пришло время отставшим от движения людям «двигаться дальше», сославшись на необходимость ремонта, который оценивается в 25 000 долларов, и на ремонт труб спринклерной системы стоимостью 40000 долларов, если они не будут осушены до зимы. Премьер Далтон МакГинти заявил, что протест является муниципальным вопросом и что его офис не будет принимать никаких решений по данному вопросу.
11 ноября корреспондент The Toronto Star Робин Дулиттл сообщил о различных комментариях из лагеря, включая ответы на вопросы о возмущении местной общественности и о перспективе ухода, на которые протестующие ответили: «Я думаю, что возмущение общественности было сильно преувеличено. Учителя приводят сюда школьников на целый день, чтобы они пришли поговорить с нами и узнать, зачем мы здесь».
12 ноября CBC News сообщил, что протестующие начали захват Парка Квинс, большинство же осталось в Сент-Джеймсе.
21 ноября офицеры полиции, следуя постановлению Верховного суда, раздали уведомления о разгоне тех, кто разбил лагерь на церковной собственности. Не было точно известно, какая часть парка принадлежит городу, а какая — церкви, и протестующие уже укрепили лагерь.
Утром 23 ноября полиция Торонто приступила к выселению митингующих и демонтажу палаток. Территория вокруг парка Сент-Джеймс была забаррикадирована для движения транспорта. Юртовую библиотеку также разобрали, но протестующие вели переговоры с полицией о сохранении книг.

## Реакция

### Население
По состоянию на 4 ноября, было подсчитано, что тысячи сторонников помогают примерно 500 людям, занимающим парк Сент-Джеймс, включая тех, кто считается привилегированным «1%». Группа из семи профсоюзов, возглавляемая Профсоюзом государственных служащих Онтарио, установили туалеты, генераторы, юрты и 28-футовую передвижную кухню. Среди других пожертвований — солома от президента гидравлической компании и 250 компостирующих пакетов с водой от владельца компании по очистке сточных вод, который сказал: «Надеюсь, это поможет им [оккупантам] выиграть больше времени, чтобы удержать позиции, пока из этого не выйдет что-то более конкретное». Члены юридического сообщества также предложили свою помощь, включая юридические консультации и помощь логистикой.

### Полиция
Во время первоначальной акции протеста в были арестованы двое мужчин: один за незаконное проникновение, второй по не названной причине. Инспектор Хауи Пейдж прокомментировал CityNews: «С точки зрения правоохранительных органов, это был хороший день. Они были послушны, протесты носили мирный характер, они сказали нам, куда они собирались идти … они были более чем готовы работать с нами».

### Союзы
В большинстве своём союзы оказывали активную поддержку протестующим.

### Политики
В первый день протестов мэр Торонто Роб Форд сказал телеканалу CTV Toronto: «У меня нет проблем с гражданами, которые выражают свое мнение посредством публичного митинга, и я не ожидаю, что мероприятие перерастет в насилие. Если люди хотят мирно протестовать, это нормально. И я уверен, что это будет мирный протест».
На третий день протестов бывший лидер Консервативной партии Джон Тори посетил лагерь, где у него была встреча с Нико Салассидисом, создателем страницы «Захват» в Facebook. Тори сопровождало несколько основных средств массовой информации.
Тори задал Салассидису несколько простых вопросов, например, чего он собирается достичь. В ответ Нико упомянул, как он хочет стимулировать осведомленность о мошеннической природе банковской системы с частичным резервированием, в рамках которой в настоящее время работает Банк Канады, а также о том, как этот метод банковского обслуживания укрепил денежную систему в целом. Джон Тори уверенно ответил: «Денежную систему слишком сложно объяснить широкой публике».

### Корпоративные руководители
Ассоциация канадских банкиров призвала своих членов «готовиться к худшему, надеяться на лучшее», в то время как ряд центральных банков распорядились о дополнительных мерах безопасности. Кроме того, CTV News получила служебную записку от Toronto-Dominion Bank, в которой сотрудникам сообщалось, что они работают с «внешними партнерами», чтобы обеспечить безопасность своих отделений.
Главного исполнительного директора TD Bank Эда Кларка спросили, какой совет он мог бы дать протестующим. Его ответ был: "Мой главный совет — держитесь своего оружия. Когда люди говорят: «У вас нет решения», говорят: «Конечно, нет. Если бы решение было, разве вы не думаете, что люди делать это?». «Если вы думаете, что эта система работает для всех, то это не так. Нам нужны люди, которые рассказали бы об этих проблемах и о том, как мы собираемся их решать». Согласно статье в ноябрьском выпуске Toronto Life за 2011 год, глава TD Эд Кларк стал вторым в списке банкиров, заработав 11 426 795 долларов.

### СМИ
11 ноября обозреватель The Toronto Star Дэвид Олив написал: «Конечно, настал час нашего недовольства. Это недовольство — неравенство доходов. Наступающее неравенство между сверхбогатыми и остальными из нас является основной, если не коренной причиной широко распространенных заболеваний, ограничений в получении получения образования и недопустимо высокого уровня преступности и расовой дискриминации в обществе».

## Галерея

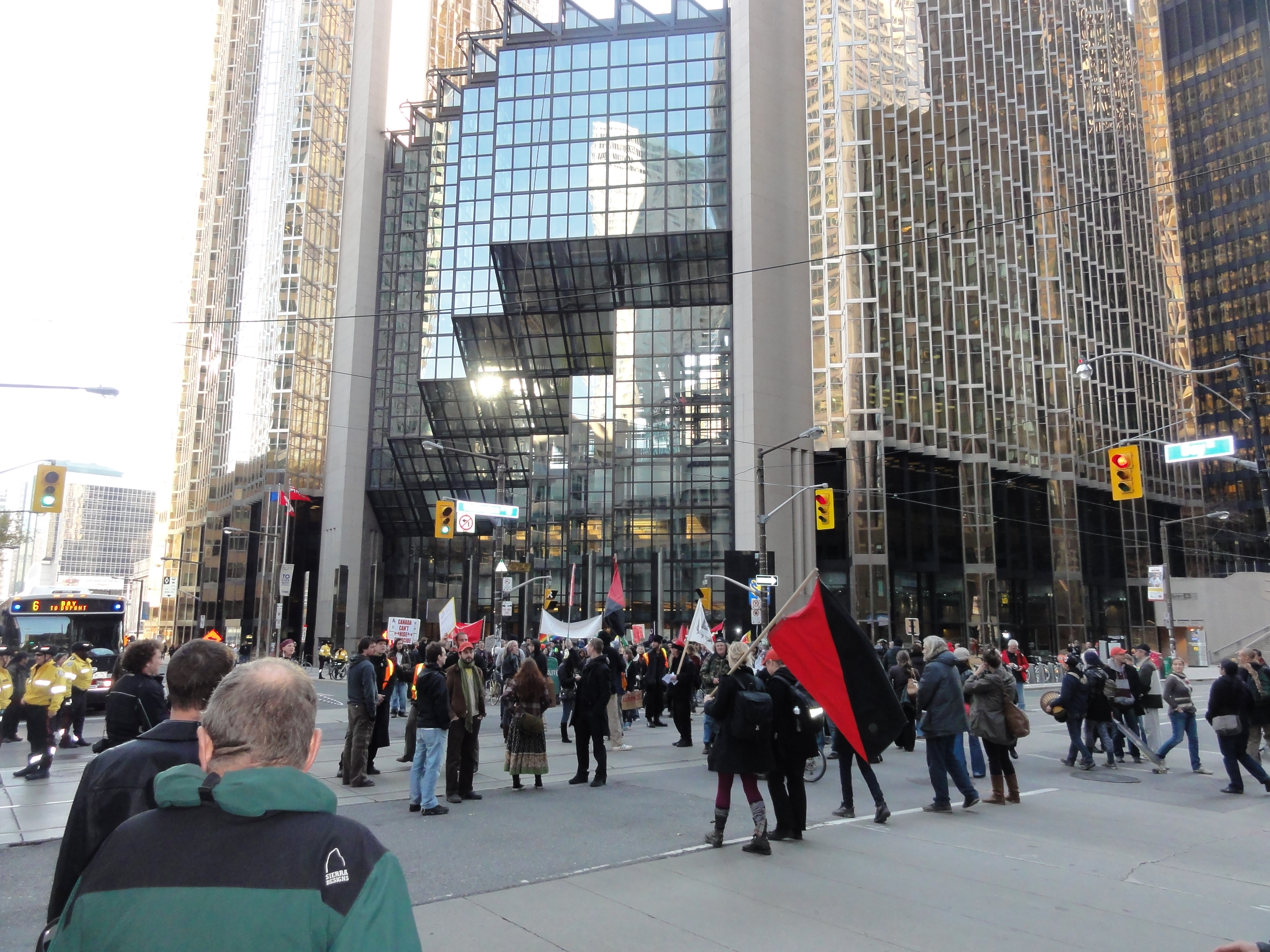
Протестующие на Бэй Стрит
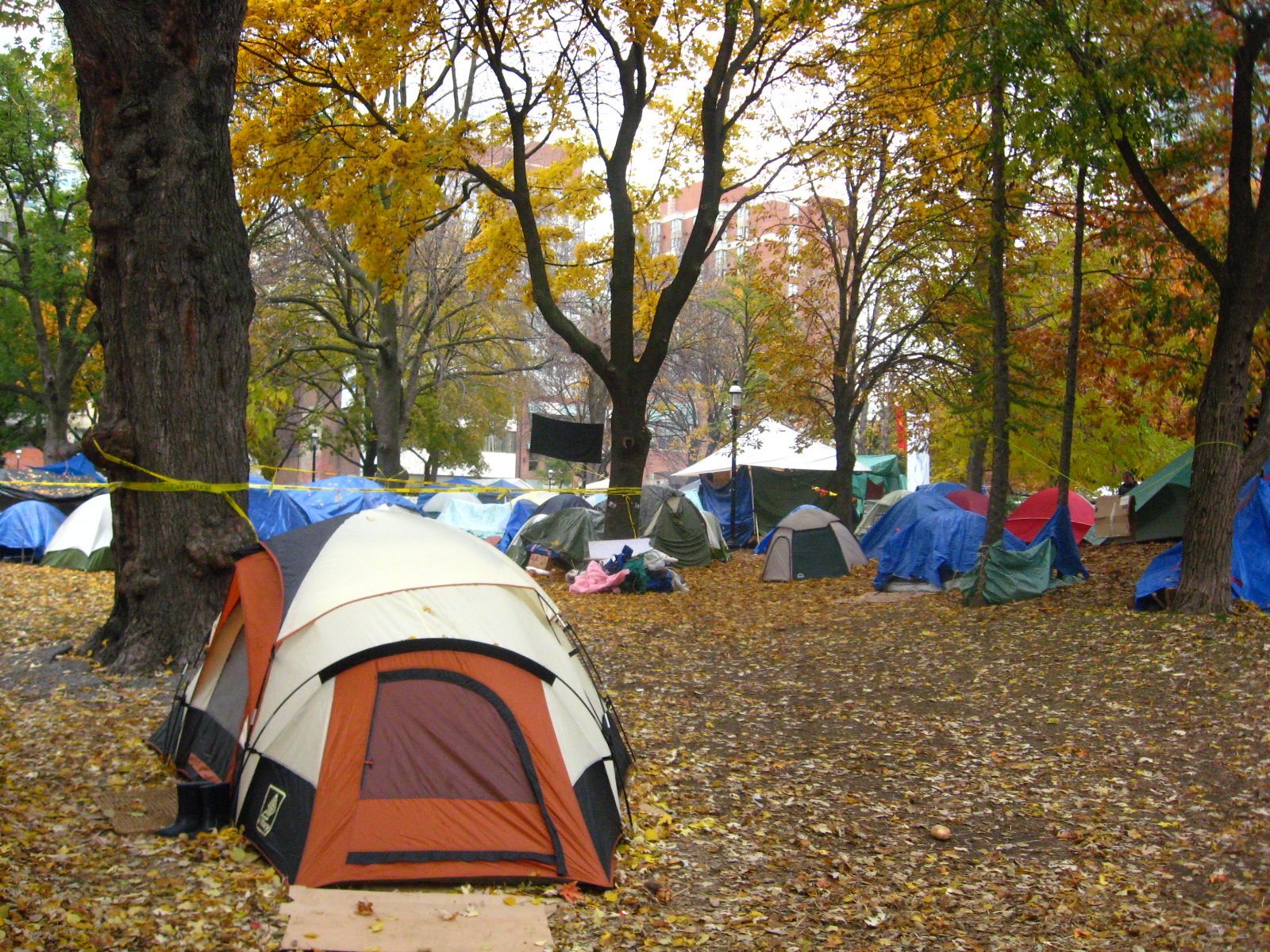
Палатки в парке Сент-Джеймс
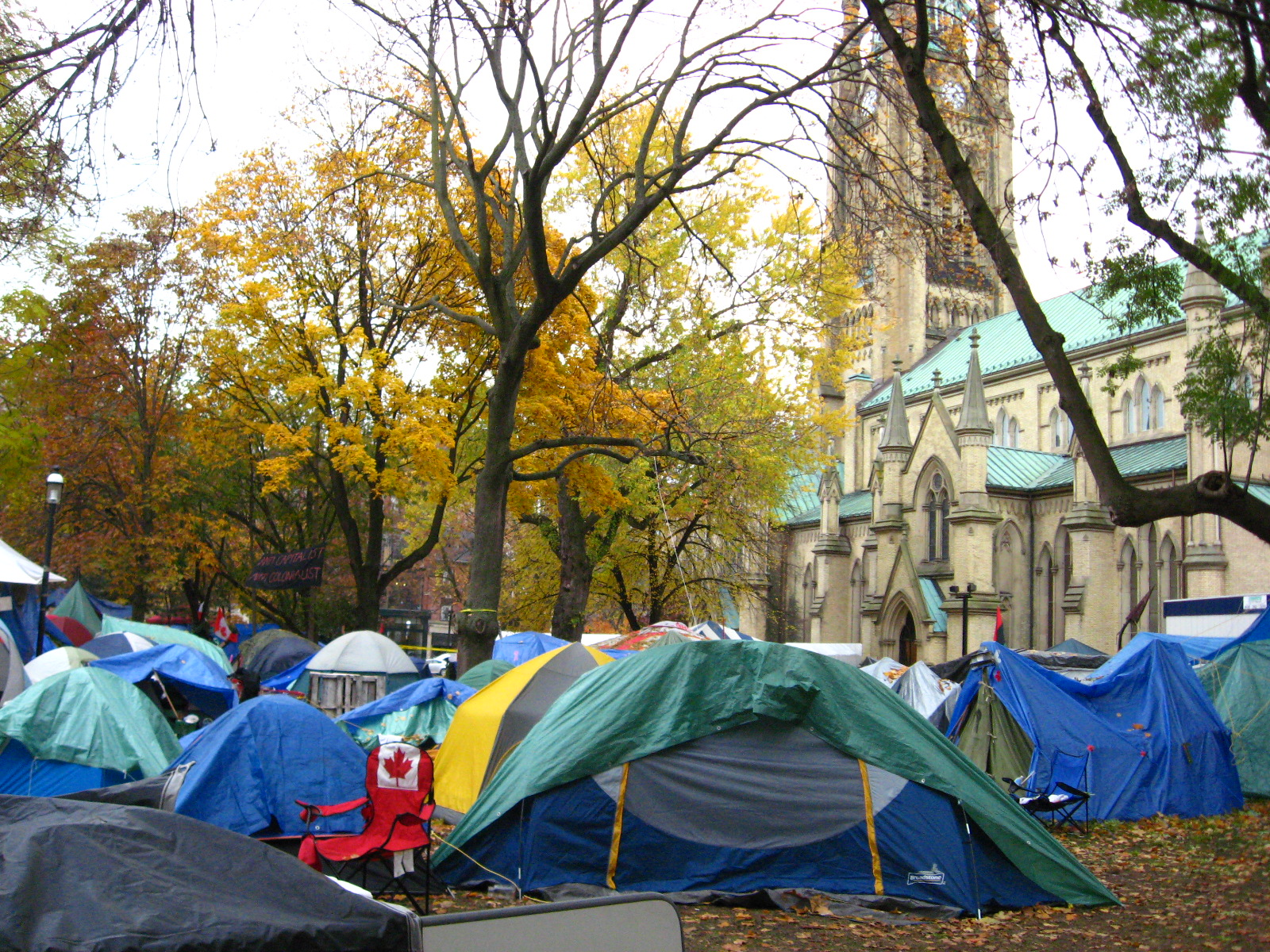
Протестующие рядом с собором
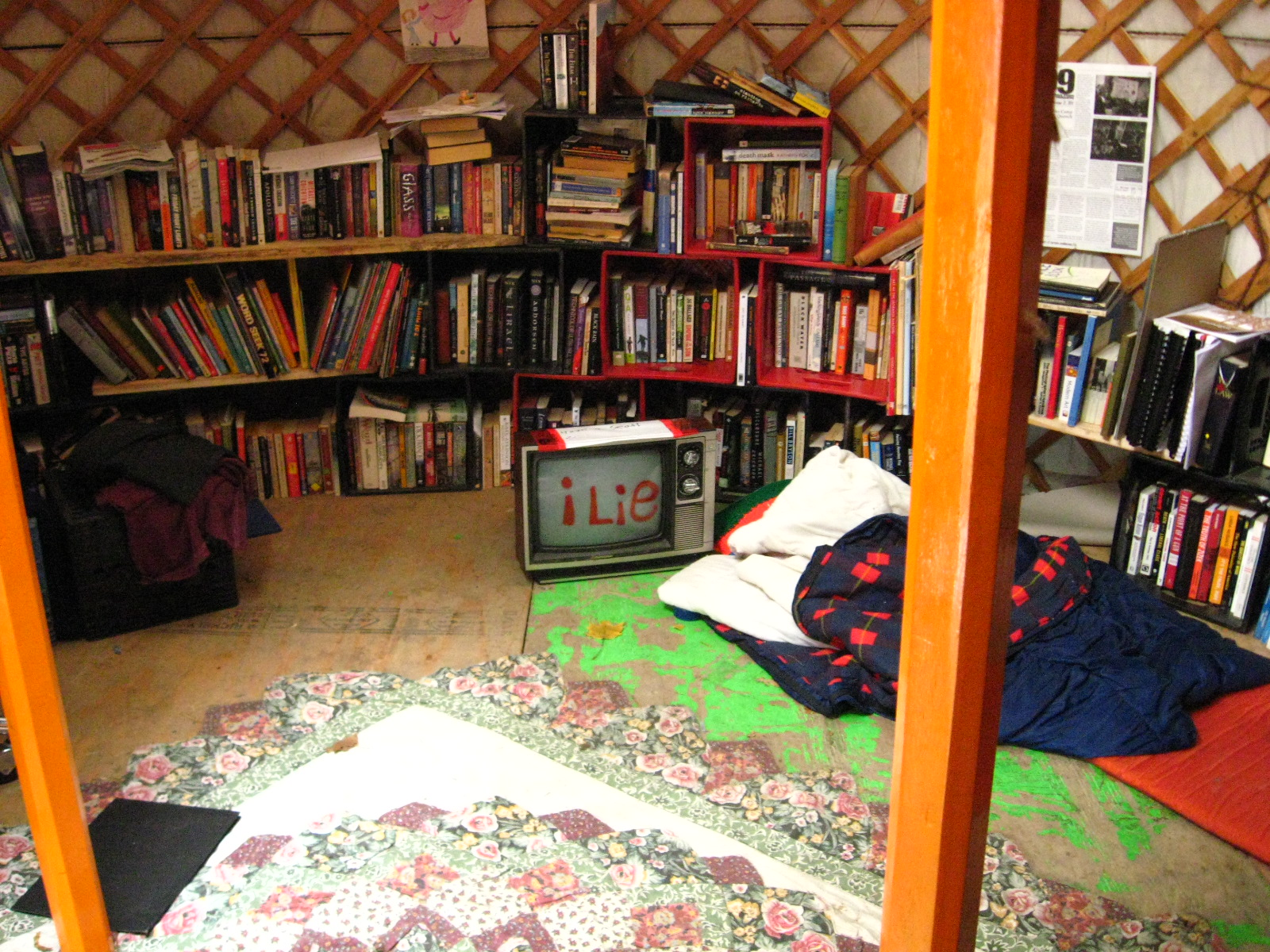
Юрта-библиотека
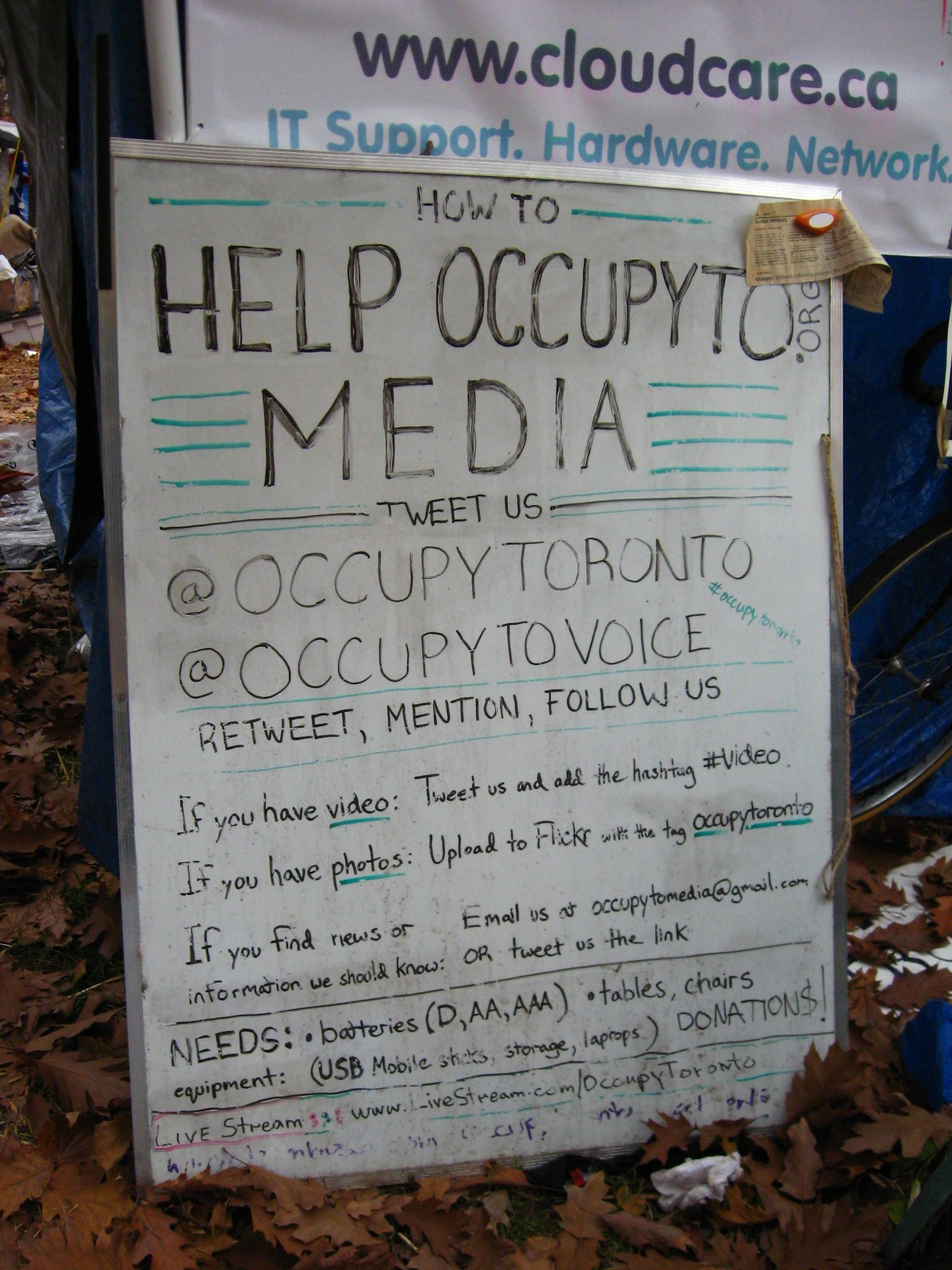
Плакат с призывом о помощи протестующим